# Cien autores en contra de Einstein
Cien autores en contra de Einstein (en alemán Hundert Autoren Gegen Einstein) es un libro en el que se compilaron las opiniones de cien científicos que contradecían las de Einstein con el fin de desprestigiar sus investigaciones. Fue publicado en Leipzig, Alemania en 1931.
Durante la época en que el nazismo dominaba Europa,  Einstein, a causa de ser de origen judío, debió soportar una guerra en su contra urdida por los nazis, con el fin de desprestigiar sus investigaciones. Uno de estos intentos se dio cuando se publicó este libro. Cuando le consultaron a Einstein su opinión, respondió: «¡Si yo estuviese equivocado, uno solo habría sido suficiente!».